# Heinrich Oechslin
Heinrich Oechslin (Galgenen, 21 november 1913 - Lachen, 16 juni 1985) was een Zwitsers griffier, rechter en politicus voor de Christendemocratische Volkspartij (CVP/PDC) uit het kanton Schwyz.

## Biografie
Heinrich Oechslin was een zoon van Stephan Adelrich, een leraar. In 1941 trouwde hij met Louise Mächler. Na zijn schooltijd in Schwyz studeerde hij rechten aan de Universiteit van Fribourg en de Universiteit van Zürich. In 1942 behaalde hij een doctoraat. Van 1937 tot 1961 was hij griffier en vervolgens van 1961 tot 1980 rechter van de districtsrechtbank van March. Van 1956 tot 1964 was hij lid van de Kantonsraad van Schwyz. Tevens zetelde hij van 7 december 1959 tot 30 november 1975 in de Kantonsraad, waarvan hij van 25 november 1974 tot het einde van zijn mandaat op 30 november 1975 voorzitter was.

## Trivia
- In het Zwitserse leger had hij de graad van kolonel.